# Rautenstock

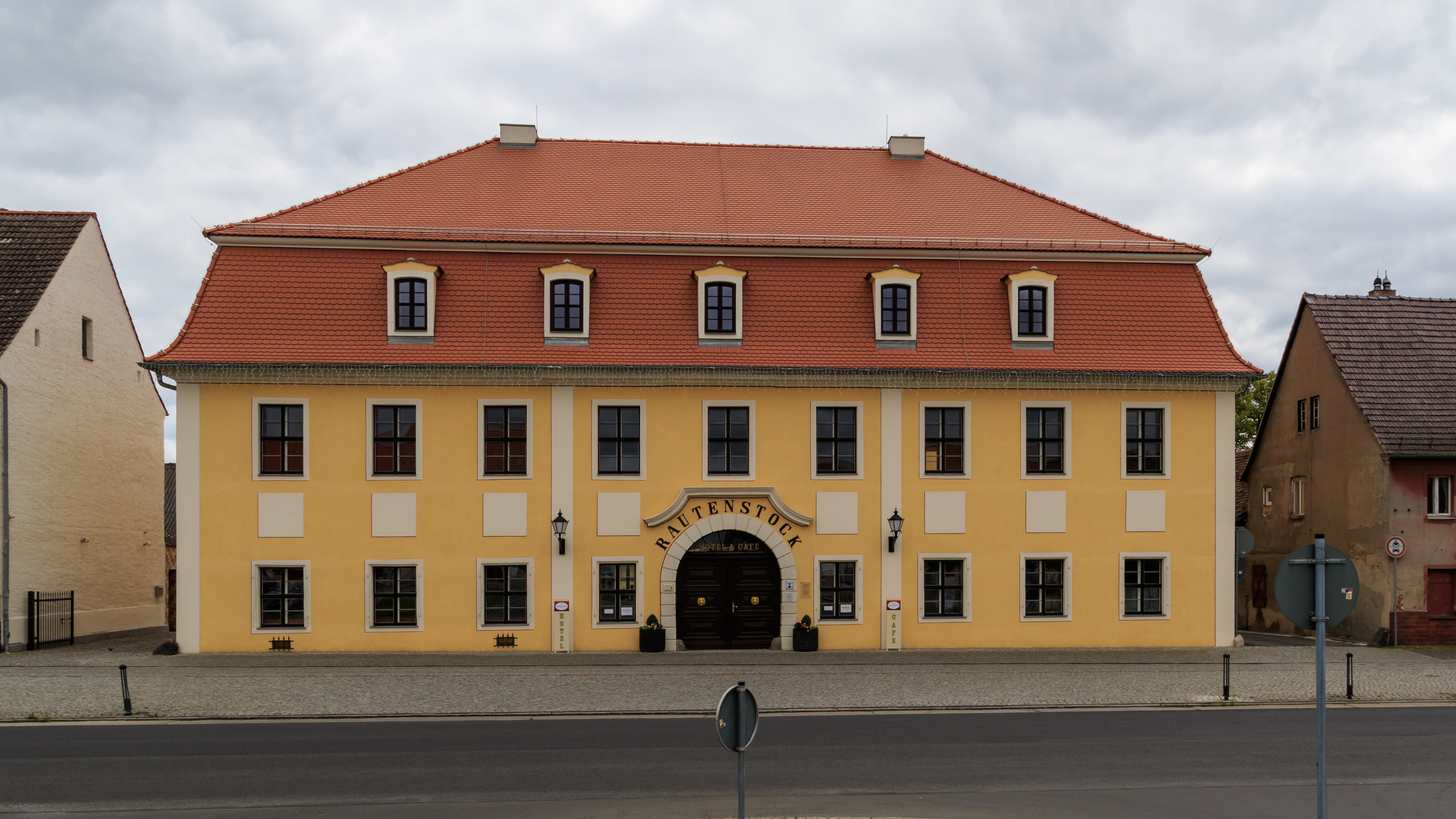
Das restaurierte Gebäude im Jahre 2015

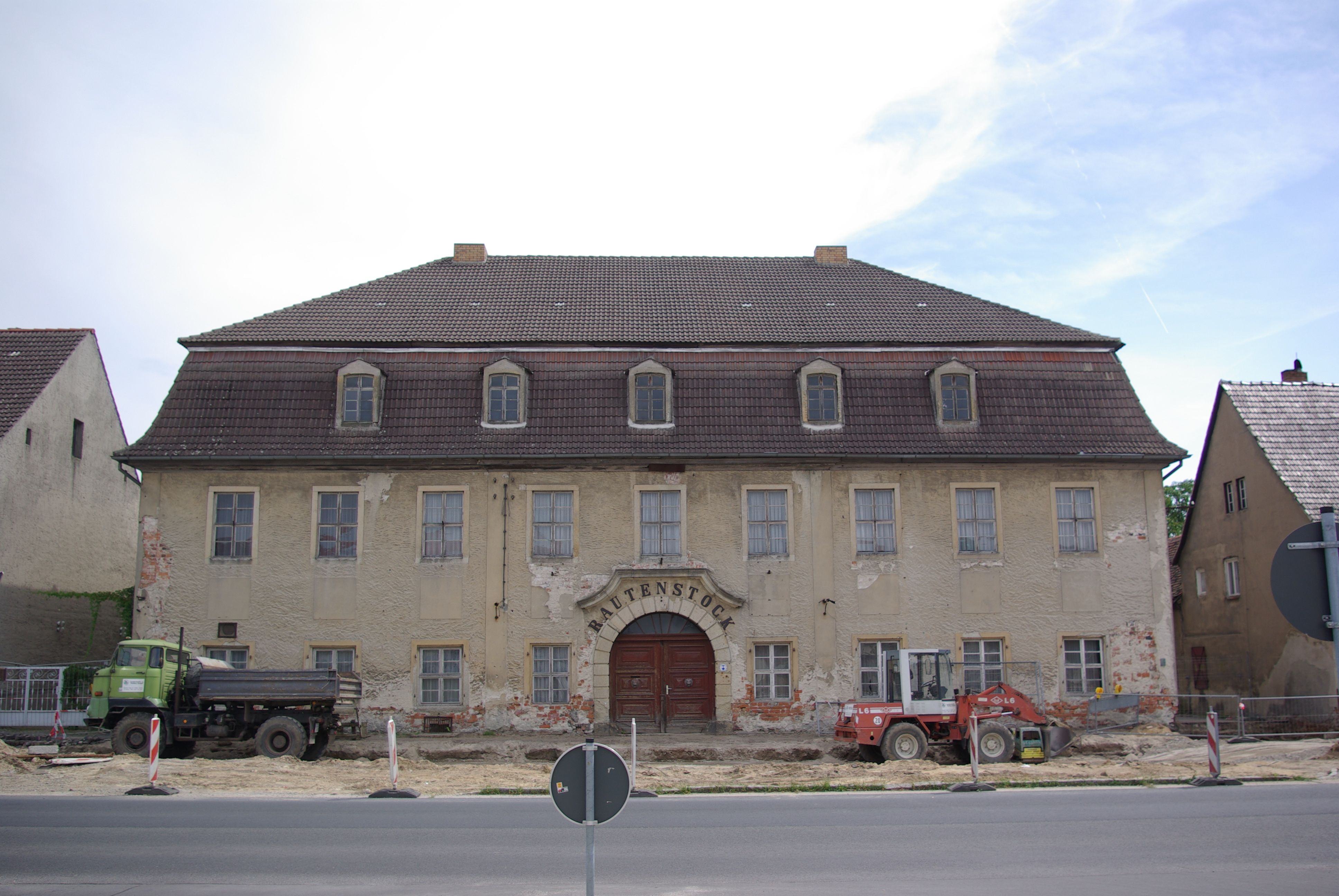
Das Gebäude im Jahre 2009

Gaststätte Rautenstock um 1900

Der Rautenstock ist ein denkmalgeschütztes Gebäude in Doberlug-Kirchhain, Hauptstraße 18, im Landkreis Elbe-Elster in Brandenburg. Es wurde im Jahre 1666 als Gästehaus des Schlosses Doberlug angelegt und ist prägend für den barocken Charakter des Stadtteils. In dem Gebäude befand sich bis zum Ende des Zweiten Weltkrieges ein Gasthaus; anschließend wurde es als Kommandantur und später als Verwaltung für die Forstbehörde genutzt. Nach jahrelangem Leerstand seit den 1990er Jahren wurde das Haus bis 2013 restauriert und erhielt eine neue Nutzung als Pension.

## Geschichte
Im Zusammenhang mit dem Bau des Schlosses Doberlug erfolgte 1664, nach Auftrag durch Herzog Christian I. von Sachsen-Merseburg, die Planung eines Gasthofs zur Unterbringung herzoglicher Gäste. Diese Erkenntnis stammt aus einem ersten Kostenvoranschlag aus diesem Jahr. Weitere Unterlagen aus dem Jahr 1682 machen deutlich, dass die Bauausführung deutlich später begann. Der Baukörper wurde mit exponierter Lage in das damalige Stadtgefüge eingepasst. Im Gegensatz zur ansonsten vorherrschenden Reihenbebauung in Doberlug wurde der Gasthof als Solitärbau errichtet. Im Osten und Westen wurde das Grundstück durch je eine Gasse flankiert. Der ursprüngliche Gasthof bestand aus einem Gebäudeensemble, welches einen Hof umschloss. Mit seinem Haupthaus wurde der „Rautenstock“ nach Norden mittig zur heutigen Hauptstraße ausgerichtet, welche als repräsentative Zufahrt zum Schloss diente. Rückseitig wurden im 18. Jahrhundert eingeschossige Wirtschaftsgebäude U-förmig angefügt. Sie beinhalteten Stall- und Scheunenbereiche. Der innen liegende Hof, den man durch eine Durchfahrt im südlichen Wirtschaftsgebäude und im Bereich des nördlichen Hauptgebäudes erreichte, wurde mit einem Pflaster aus Lesesteinen versehen.
Aus Plänen geht hervor, dass im südlichen Grundstücksbereich ein Brauhaus gestanden haben könnte. Es bestehen allerdings keine Unterlagen, welche dies belegen. Die im Westen anschließende Brauhausgasse und die im Süden verlaufende Brauhausstraße lassen aber auf die Existenz eines solchen Gebäudes schließen. Zusätzlich wird diese Vermutung bekräftigt durch eine Stadtchronik, in der erwähnt wird, dass die Bürger 1676 das Braurecht für Doberlug forderten. Zu Anfang des 20. Jahrhunderts erfolgten umfangreiche Umbaumaßnahmen an dem Gasthof. In diesem Zusammenhang wurden in dem Hauptgebäude strukturelle Veränderungen vorgenommen. Ein entscheidender Eingriff in die ursprüngliche Bebauungsstruktur erfolgte 1903 mit dem Bau eines Tanzsaales im östlichen Teil. Dieser Baukörper überschreitet sowohl die einstige Begrenzung des Ensembles mit der angrenzenden Gasse als auch die Grundstücksgrenze zum Nachbarn. In den dreißiger Jahren erfolgten Sanierungsarbeiten an der Außenhülle. Aus dieser Zeit stammen die einzigen, heute noch existierenden Pläne des Gebäudeensembles. Um 1960 fanden an dem Saalbau Umbaumaßnahmen statt, womit dieser zu einem Kinosaal umfunktioniert wurde. Der Gasthof „Rautenstock“ ist heute ein eingetragenes Ensembledenkmal. Seit etwa 1990 stand der gesamte Gebäudekomplex des „Rautenstocks“ leer. Das 2004 von der Stadt Doberlug-Kirchhain erworbene Gebäude wurde an einen Investor verkauft, der das Haus nach der denkmalgerechten Wiederherstellung als Pensionsbetrieb nutzt. In der gewachsenen Struktur des Gasthofes spiegelt sich heute eine vielseitig geprägte Nutzungsgeschichte von drei Jahrhunderten wider.

## Städtebaulicher Kontext
Der Gasthof bildet nach dem Schloss den entscheidenden städtebaulichen Bezugspunkt der Stadtanlage. Er markiert die Mitte der Hauptstraße, ist Bezugspunkt der einmündenden Querstraße (heute „Poststraße“) und nimmt die stadträumliche Position ein, die anderenorts dem Rathaus zugekommen wäre. Es steht als Solitär frei, ursprünglich von zwei schmalen Gassen eingefasst. Zudem unterscheidet sich der Gasthof auch durch seine deutlich größere Parzelle und die umfangreiche Hofbebauung von der übrigen Bebauung der Hauptstraße. Daher kommt dem Gebäudekomplex eine städtebauliche Bedeutung zu.
Seine geschichtliche Bedeutung liegt in der Bestimmung als Gästehaus zur Unterbringung herzoglichen Besuches des Schlosses Doberlug. Diese besondere Bedeutung wird in Größe, städtebaulicher Einordnung, aber auch in der Gestaltung augenfällig zum Ausdruck gebracht.
Die baulichen Details geben Auskunft über Bauweise, Bauformen und Nutzungsgeschichte des Gasthofs in den unterschiedlichen Zeiten. So verweisen beispielsweise die Verwendung von Sandstein für die Fensterrahmungen, die Toreinfassungen und die Fronten der Dachgauben sowie die verwendeten Formen auf sächsische Bautradition und den engen Zusammenhang mit dem zeitgleichen Schlossausbau, den auch die ältere Türlaibung im Erdgeschoss aufzeigt. Zahlreiche Details wie Stuckleisten, Treppengestaltung, die erhaltenen Paneele unterhalb der Obergeschossfenster der hofseitigen Räume und die nicht mehr häufig anzutreffenden Kamine, das große Dachwerk sowie die Baudetails der älteren Wirtschaftsgebäude geben wichtige Aufschlüsse über regionale Bautradition des ausgehenden 17. bzw. frühen 18. Jahrhunderts, einer Zeit, aus der nur wenige bauliche Zeugnisse im Südwesten Brandenburgs erhalten sind.
Die Umbauten des frühen 20. Jahrhunderts, dokumentieren Nutzungswandel und Stellung des Gasthofs in dieser Zeit. Mit großem Aufwand wurden die östlichen Gasträume mit gediegen gestalteten Wandpaneelen versehen, um dem gewandelten Geschmack und auch der Konkurrenz der umliegenden Gasthöfe zu begegnen. Auch der Neubau eines aufwendig ausgestatteten Tanzsaales erfolgte in diesem Zusammenhang.

## Heutiges Erscheinungsbild
Das Gesamtensemble des Rautenstocks umfasst das Hauptgebäude an der Hauptstraße und die nach Westen und Süden ausgerichteten Wirtschaftsgebäude.

### Haupthaus

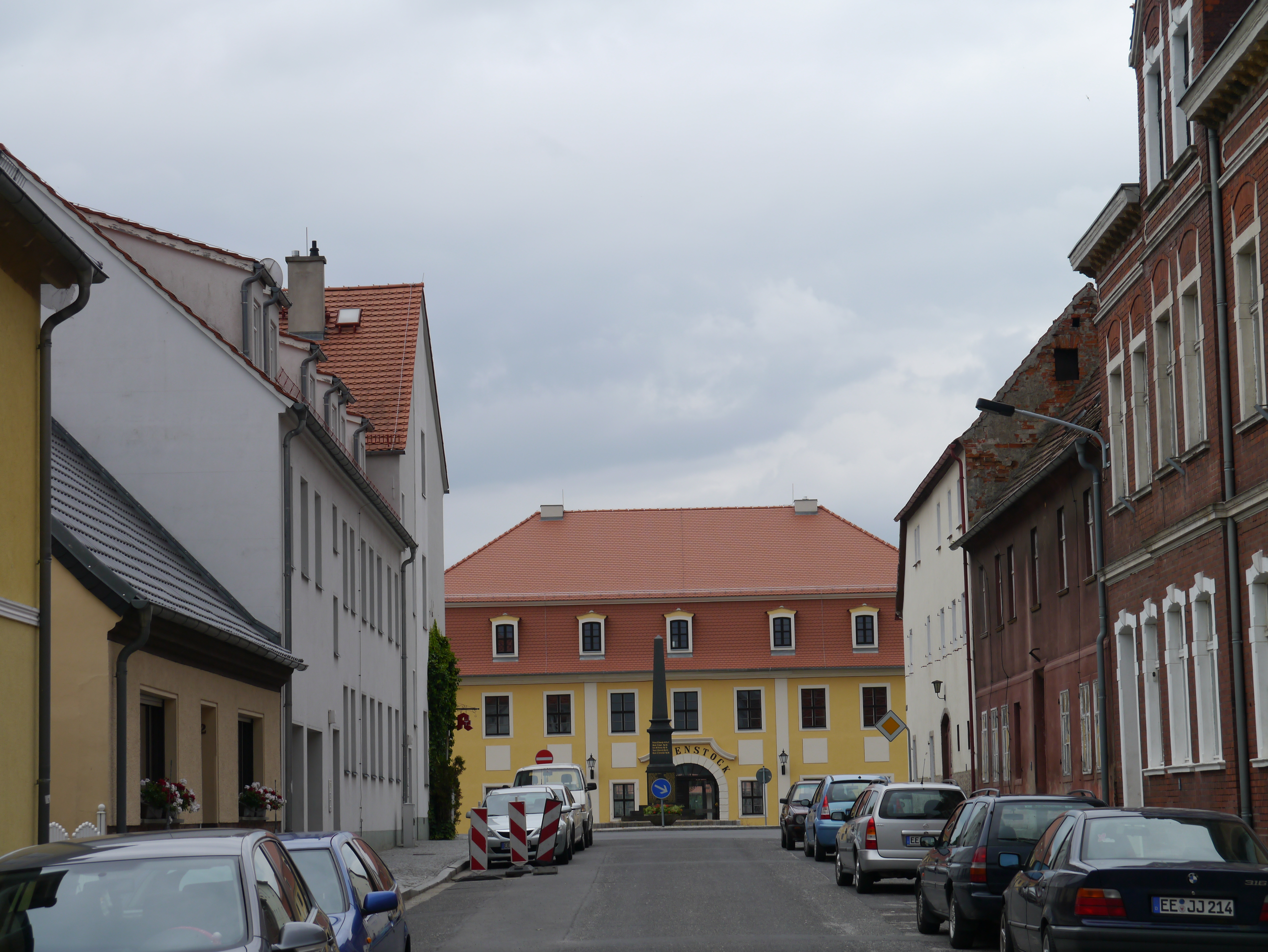
Das Gebäude aus Sicht der Poststraße 2013

Das dreigeschossige, neunachsige verputzte Hauptgebäude besitzt ein hohes, von zwei barocken Schornsteinen überragtes Mansardwalmdach. Die gleichmäßig durchfensterte Straßenfassade wird durch flache Wand- und Eckvorlagen in drei dreiachsige Abschnitte gegliedert. Glatte Putzspiegel zwischen Erd- und Obergeschossfenstern betonen die Achsen. Die Erdgeschossfenster besitzen Sandsteinrahmungen mit einem umlaufenden Rücksprung, um das wandbündige Schließen der, heute nicht mehr vorhandenen Fensterläden zu ermöglichen. Die noch vorhandenen Angeln weisen auf die ursprünglichen Läden hin. Die größeren Fenster im Obergeschoss besitzen eine einfache Putzeinfassung. Das zentral befindliche Eingangsportal mit rundbogigem Abschluss wird von einer breiten Quaderung eingefasst und durch eine darüber gesetzte, geschwungene Verdachung betont. Dazwischen ist der Schriftzug „Rautenstock“ angebracht. Die, durch Kassettenfelder gegliederte Eingangstür mit Löwenkopfbeschlägen wurde um 1880 eingesetzt. Das profilierte, aus massiven Holzbalken gefertigte Traufgesims stammt in großen Teilen aus der Bauzeit. Fünf unregelmäßig angeordnete, große Dachfenster, deren Fenster ebenfalls eine Sandsteinrahmung aufweisen, gliedern den unteren Teil des Mansarddachs. Ältere Abbildungen zeigen, dass zwei kleine Fledermausgauben den oberen Dachraum belichteten. Die Schmalseiten des Gebäudes sind heute nahezu geschlossen. Ausschließlich Fenster zur Belichtung der Mittelflure in den Obergeschossen wurden eingesetzt. Die Fensteraufteilung der Hoffassade ist analog der Straßenfassade ausgeführt. Hier wurde allerdings auf Verzierungen wie Putzspiegel, Wand- oder Eckvorlagen verzichtet. Wie aus Akten des Brandenburgischen Landesamt für Denkmalpflege hervorgeht, erhielt die Fassade des Gasthofs 1933 einen nach Vorgabe der Denkmalpflege gestalteten Putz. Eine Erneuerung der Fenster folgte 1936. Einige der hofseitigen Fenster scheinen jedoch älter zu sein.
Der Bau ist nur auf der Ostseite unterkellert. Die beiden tonnengewölbten, großen Kellerräume besaßen Zugänge zur Straße und zum Hof, die noch zu erkennen sind.
Von einem breiten Durchgangsraum im Erdgeschoss, der später durch Windfangtüren und eine Trennwand Ende des 19., Anfang des 20. Jahrhunderts unterteilt wurde, gehen straßenseitig die Gasträume ab. Hofseitig hingegen liegen der Kellerzugang sowie die Treppenanlage. Die beiden Gasträume auf der Ostseite besitzen eine ältere Täfelung. Auf der Westseite findet sich zwischen den beiden vorderen Räumen eine Türeinfassung aus dem 17. Jahrhundert. Auffällig ist der, zum Hof ausgerichtete kreuzgratgewölbte Raum, der später geteilt wurde und ein Fenster zur Brauhausgasse besaß. Die Giebelwände auf dieser Seite sind innen durch große, flache Wandnischen gegliedert. Die raumgreifende Treppenanlage mit geschwungenen Brettbalustern, die bis in das Dachgeschoss hineinführt, wurde in ihrer Führung verändert, wie sich an den Wänden im Erdgeschoss und an der älteren Stützkonstruktion unter der Treppe ablesen lässt. Auch die Abnutzungsspuren der großen Sandstein-Fußbodenplatten lassen dies erkennen.
Im Obergeschoss erschließt ein durchgehender Längsflur die zur Straße und zum Hof ausgerichteten Räume. Einige der größeren, teilweise später geteilten Zimmer weisen noch ältere Stuckprofile zwischen Wand und Decke, einige einfach gerahmte Deckenspiegel auf. Die zum Hof ausgerichteten, kleineren Räume wurden umgebaut. Hier haben sich an der hofseitigen Wand Teile einer hölzernen Wandverkleidung erhalten, die aus der Bauzeit oder aus dem 18. Jahrhundert stammen könnte. Zudem zeigt der an das Treppenhaus angrenzende Raum eine gemalte Wandfassung aus der zweiten Hälfte des 19. Jahrhunderts. Im Flur, dessen Parkettboden wohl aus dem beginnenden 20. Jahrhundert stammt, verlaufen die beiden östlichen, ursprünglichen Kaminzüge mit großen Beschickungstüren.
Im unteren Dachbereich liegen zu beiden Seiten des Längsflurs einzelne Fremdenzimmer, Bodenkammern sowie eine Räucherkammer. Auch hier führen die breiten Kaminzüge durch, die sich im oberen Dachbereich zu einem Zug vereinen. Das Dachwerk besteht im unteren Teil aus einem breiten, liegenden Dachstuhl, im oberen aus einer durch ein Sprengwerk verstärkten, doppelt stehenden Dachkonstruktion.

### Wirtschaftsgebäude

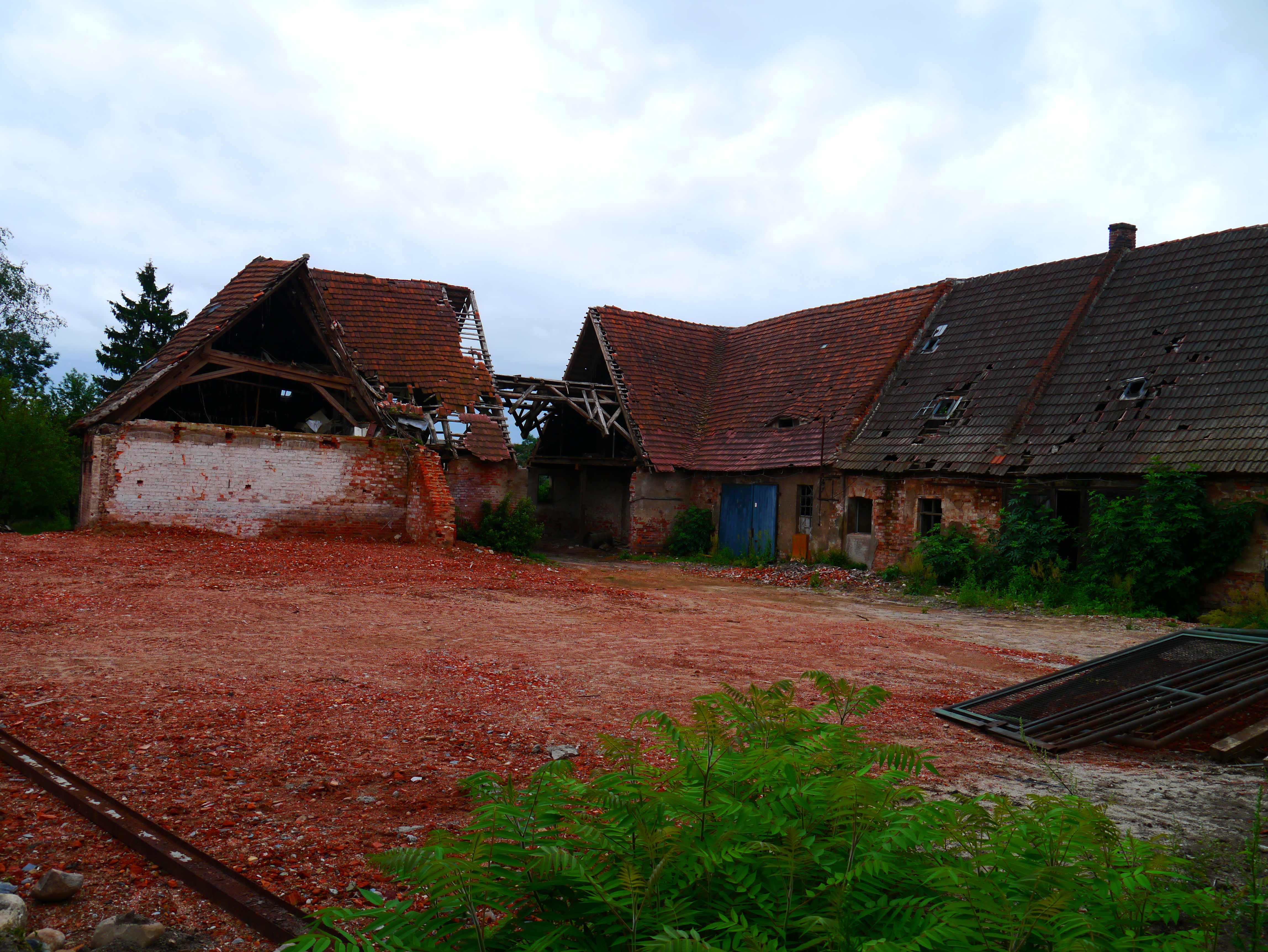
Gebäude im Innenhof im Jahre 2011

Der Hofbereich des Gasthofs, der eine weitgehend erhaltene Lesesteinpflasterung aufweist, wird auf drei Seiten von Gebäuden eingefasst.
Zur Brauhausgasse begrenzt ihn ein lang gestrecktes eingeschossiges Stallgebäude aus dem 18. Jahrhundert. Halbrunde, sandsteingerahmte, hoch liegenden Fenster sind zu der Gasse ausgerichtet. Das Gebäude wird durch zwei, auch über die Dachfläche hinausreichende Brandwände in drei Abschnitte gegliedert.
Unmittelbar an dieses Stallgebäude schließt ein, mit einer breiten Tordurchfahrt versehenes Quergebäude aus gleicher Zeit an. Die Satteldächer dieser Gebäudegruppe besitzen teilweise noch eine Spließdeckung mit handgestrichenen Biberschwanzziegeln. Auch sind einige Fledermausgauben erhalten, die den Dachraum belichten.
Der kleine Verbinderbau an der Brauhausgasse, zwischen Stall und Gasthaus stammt aus neuerer Zeit. Doch lassen der Stadtgrundriss von 1768 und das Mauerwerk an der Brauhausgasse darauf schließen, dass hier schon früher ein kleines Gebäude stand, so dass das Grundstück nicht direkt von der Brauhausgasse betreten werden konnte.

### Saalbau
Wie dem Plan von 1768 zu entnehmen ist, schloss auf der Ostseite ein Nebengebäude den Hof gegenüber der dort einst entlangführenden Gasse ab. Teile des Mauerwerks dieses zweiten Nebengebäudes wurden in einen 1903 errichteten und 2011 abgerissenen Saalbau integriert. Flache Wandvorlagen gliederten diesen zweigeschossigen, verputzten Bau, mit flachem, ursprünglich schiefergedeckten Satteldach, in sieben Wandfelder. Er ist wesentlich tiefer als das Vorgängergebäude und griff auf die Fläche der einstigen Gasse über. Der eigentliche Saal lag im Obergeschoss. Zum Hof hin öffnete er sich mit großen, bis zum Abriss zugesetzten Rundbogenfenstern. Der Saal konnte von einer, auf den Hof führenden Nebentreppe betreten werden. Die Haupttreppe lag an der in Richtung Hauptstraße ausgerichteten Nordseite. Sowohl auf der Nord- als auf der Ostseite waren dem eigentlichen Saal Nebenräume vorgelegt. Auf der Nordseite befanden sich vor dem Umbau zum Vorführraum eines Kinos ein Flur, ein Raum mit Tresen und dahinter eine Anrichte. Auf der Ostseite lagen die Garderobe, ein Gastzimmer und daran anschließend ein Vorraum, der zu den Toilettenräumen führte. Auf der Südseite des Saales befand sich der tiefe und breite Bühnenraum, flankiert von zwei Nebenräumen, von denen einer einen Zugang vom Hof besaß. Die prächtige Ausstattung umfasste stuckierte Pilaster, eine Holzkassettendecke mit Schmuckapplikation und Stuckeinfassung der Bühne.